# Crypsidromus puriscal
Espèce
Crypsidromus puriscal est une espèce d'araignées mygalomorphes de la famille des Theraphosidae.

## Distribution
Cette espèce est endémique du Costa Rica. Elle se rencontre dans le canton de Puriscal.

## Description
La carapace du mâle holotype mesure 12,3 mm et la carapace de la femelle paratype 16,0 mm.

## Systématique et taxinomie
Cette espèce a été décrite par Valerio en 1980. Elle est placée dans le genre Metriopelma par Schmidt en 2003, dans le genre Lasiodora par Pérez-Miles, Lucas, Silva Jr. et Bertani en 1996 puis dans le genre Crypsidromus par Bertani en 2023.

## Étymologie
Son nom d'espèce lui a été donné en référence au lieu de sa découverte, le canton de Puriscal.

## Publication originale
- Valerio, 1980 : « Arañas terafósidas de Costa Rica (Araneae: Theraphosidae). III. Sphaerobothria, Aphonopelma, Pterinopelma, Citharacanthus, Crypsidromus y Stichoplastus. » Revista de Biología Tropical, vol. 28, no 2, p. 271-296.